# Scroogle
Scroogle era un motor de cerca creat el 2003 per David Brandt, un crític del cercador de Google, que consisteix en una interfície, un intermediari que confon les metadades i el cercador de Google. El funcionament de Scroogle pretenia que Google no recollira les metadades de l'usuari internauta que l'utilitzés. Deixà de funcionar el 2012 a causa del bloqueig de Google i atacs DDOS.